# Liu Kai (Badminton)
Liu Kai (chinesisch 刘凯, Pinyin Liú Kǎi; * 9. November 1993) ist ein chinesischer Badmintonspieler. 

## Karriere
Liu Kai startete 2013 bei den chinesischen Nationalspielen. Beim China Masters 2014 stand er im Viertelfinale. Bei der Badminton-Asienmeisterschaft 2014 gewann er Bronze im Herreneinzel.